# Шеваш Њиве
Шеваш Њиве је насељено мјесто у Босни и Херцеговини, у граду Чапљина, које административно припада Федерацији Босне и Херцеговине. Према попису становништва из 2013. у насељу је живјело 243 становника.

## Становништво
| Демографија | Демографија | Демографија |
| Година      | Становника  | Становника  |
| ----------- | ----------- | ----------- |
| 1971.       | 233         |             |
| 1981.       | 233         |             |
| 1991.       | 261         |             |
| 2013.       | 243         |             |